# Sanuki (provincia)

Mappa delle province giapponesi con la provincia di Sanuki evidenziata

Sanuki (giapponese: 讃岐国; -no kuni) fu una provincia del Giappone nell'area che appartiene all'odierna Prefettura di Kagawa, sull'isola di Shikoku. Era affacciata sulla costa del Mare Interno e confinava con le province di Awa e Iyo. Dall'altra parte dello stretto confinava anche con la provincia di Awaji. Amministrativamente era parte del Nankaido. Venne colonizzata nel VII secolo ed originariamente consisteva della parte nordorientale di Shikoku e delle Isole Awaku sul Mare Interno.
Si ritiene che l'antica capitale di Sanuki si trovasse vicino alla moderna Sakaide, ma non è ancora stato scoperto il sito esatto. Takamatsu si sviluppò come insediamento principale della provincia nel medioevo.
Nel periodo Sengoku, Sanuki venne governata dal clan Miyoshi. Fu quindi invasa dalle truppe del clan Chosokabe della Provincia di Tosa e i Miyoshi ne persero il controllo. Infine i Chosokabe persero una battaglia contro Toyotomi Hideyoshi, che prese possesso della provincia e Sanuki venne data ai suoi uomini. 
Nel periodo Edo Sanuki venne divisa in cinque parti: i tre han di Takamatsu, Marugame e Tadotsu, un possedimento diretto dello Shōgun ed una parte all'han di Tsuyama, nell'Isola di Honshū. Le Isole Naoshima e Shōdoshima vennero separate dalla provincia di Bizen ed unite alla provincia di Sanuki.